# 濁水渓

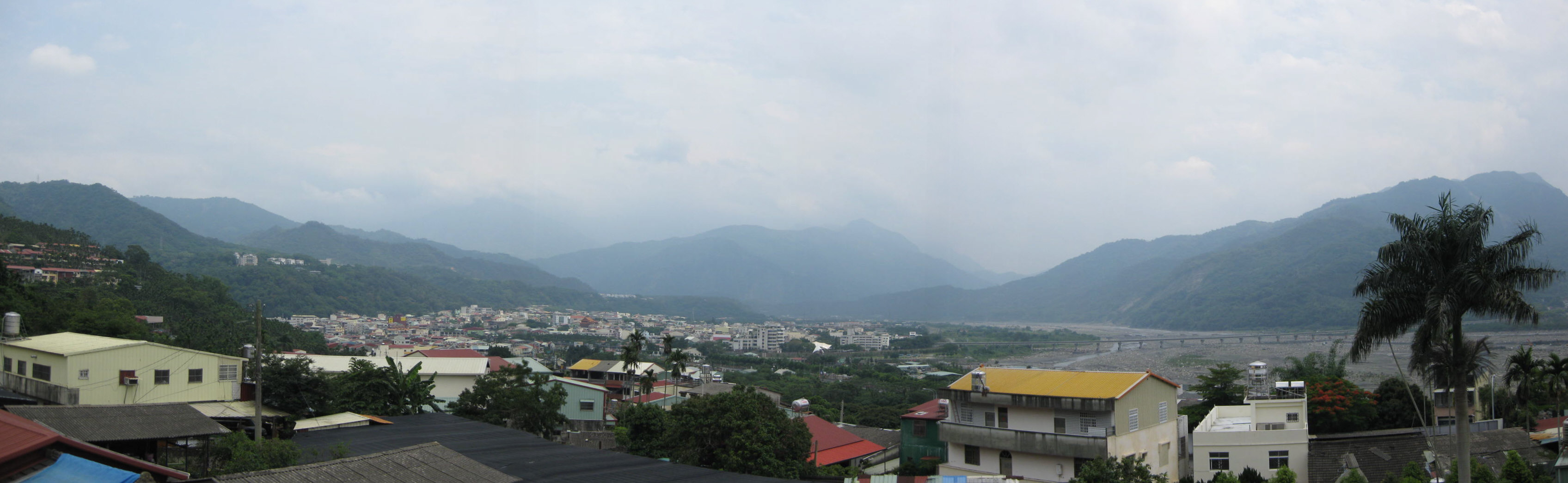
写真右側の河が濁水溪，中央遠方に見える山は西巒大山。

濁水渓（だくすい-けい）は、台湾中部を流れる河川。台湾で最も長い河川である。流域面積は高屏渓に次ぐ2番目。中央山脈の佐久間鞍部に源を発し西に流れ、台湾海峡に注ぐ。

## 地理

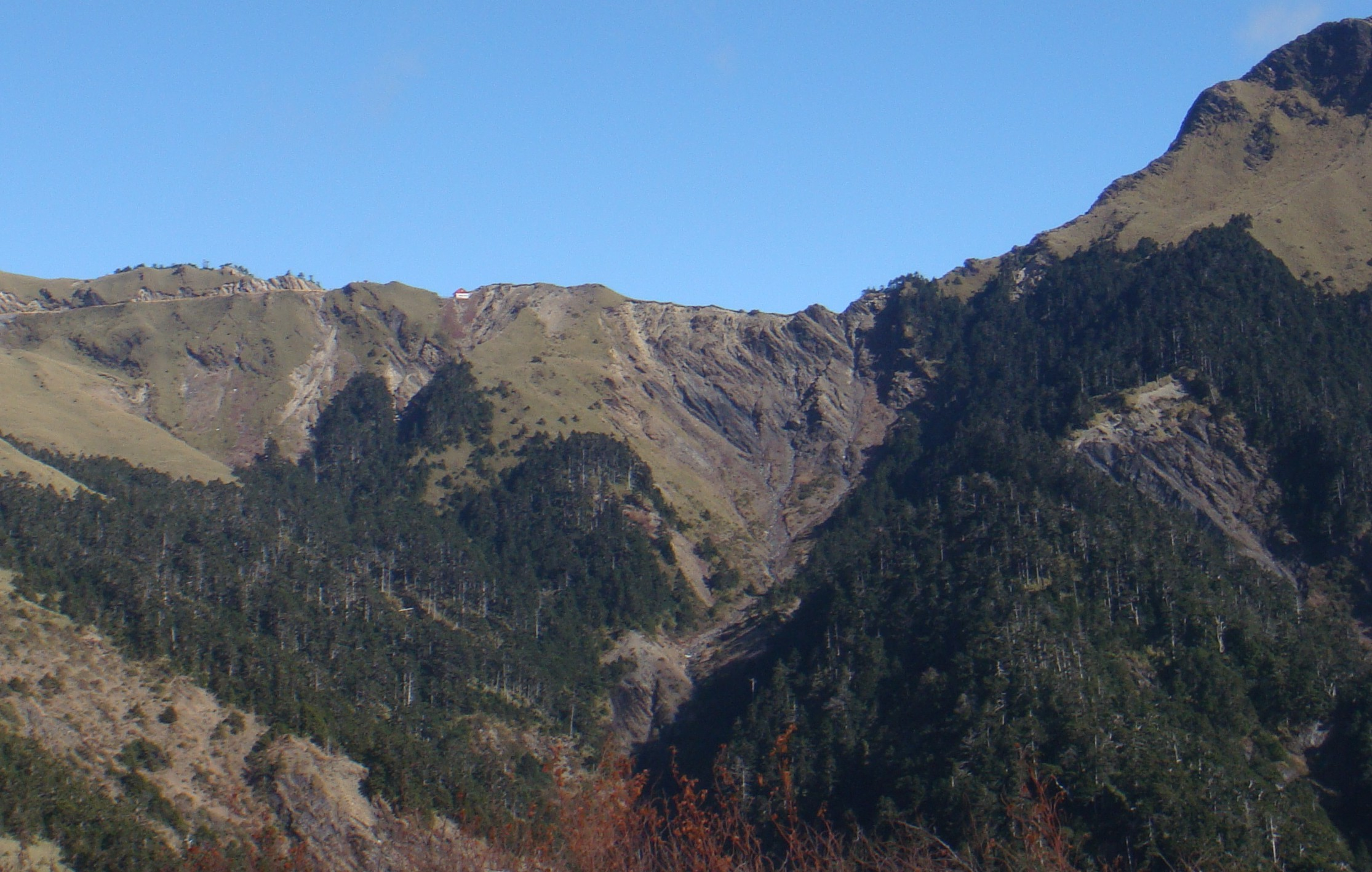
源流部の「佐久間鞍部」（現在の台湾の名称では「武嶺」）。

源流は中央山脈の合歓山で、合歓山と合歓山東峰の間の佐久間鞍部に発する。源流から主に南西の方向に流れながら万大渓などの支流を合わせ、南の玉山方面から流れる丹大渓と合流した付近から西に流路を変える。上流部では支流により小規模な河谷平野が形成されている。日月潭からの支流や陳有蘭渓と合流し、阿里山山脈を抜け、南から流れる清水渓と合流すると平野部に達する。
平野部を南北に分流しながら西流し、広い扇状地を形成しながら台湾海峡へ注ぐ。濁水渓が形成した扇状地は台南平原の北部を占め、本流の北は彰化県、南は雲林県の主要部分を形成する。
流域の平野は肥沃な農業地帯であり、清時代に対岸の福建省や浙江省からの移民による開拓が進められた。水利に恵まれていることから、コメの二期作や小麦の栽培が盛んである。また分流を利用して網目状に張り巡らされた水路により市街が発達した。そのためこの地域の人口密度も高く、2007年現在で彰化県は台湾の県の中で最も人口密度が高い。

## 河川名の由来
名称の由来は、源流部で黒い粘板岩の粉末が混ざり、急流であるためにそれが沈殿せずに濁った水のまま流れることからとされる。下流部に多量の黒泥を堆積させ、多くの渡河者を難渋させたことが記録に残っている。また平時は多数の分流が伏流水として涸れ川となっているが、ひとたび降雨があると途端に溢水し、濁流の洪水が下流の平野を埋め尽くすとされていた。1909年（明治42年）発行の『大日本地名辞書』によれば、1898年（明治31年）の大洪水によって濁水渓の流路が変わり、新流路と旧流路に堆積した細かい砂が、冬の乾燥期になると北東からの強風に吹き上げられ、南方にある田園地帯を広範囲に埋めてしまう被害が出ているとされている。

## 主な支流

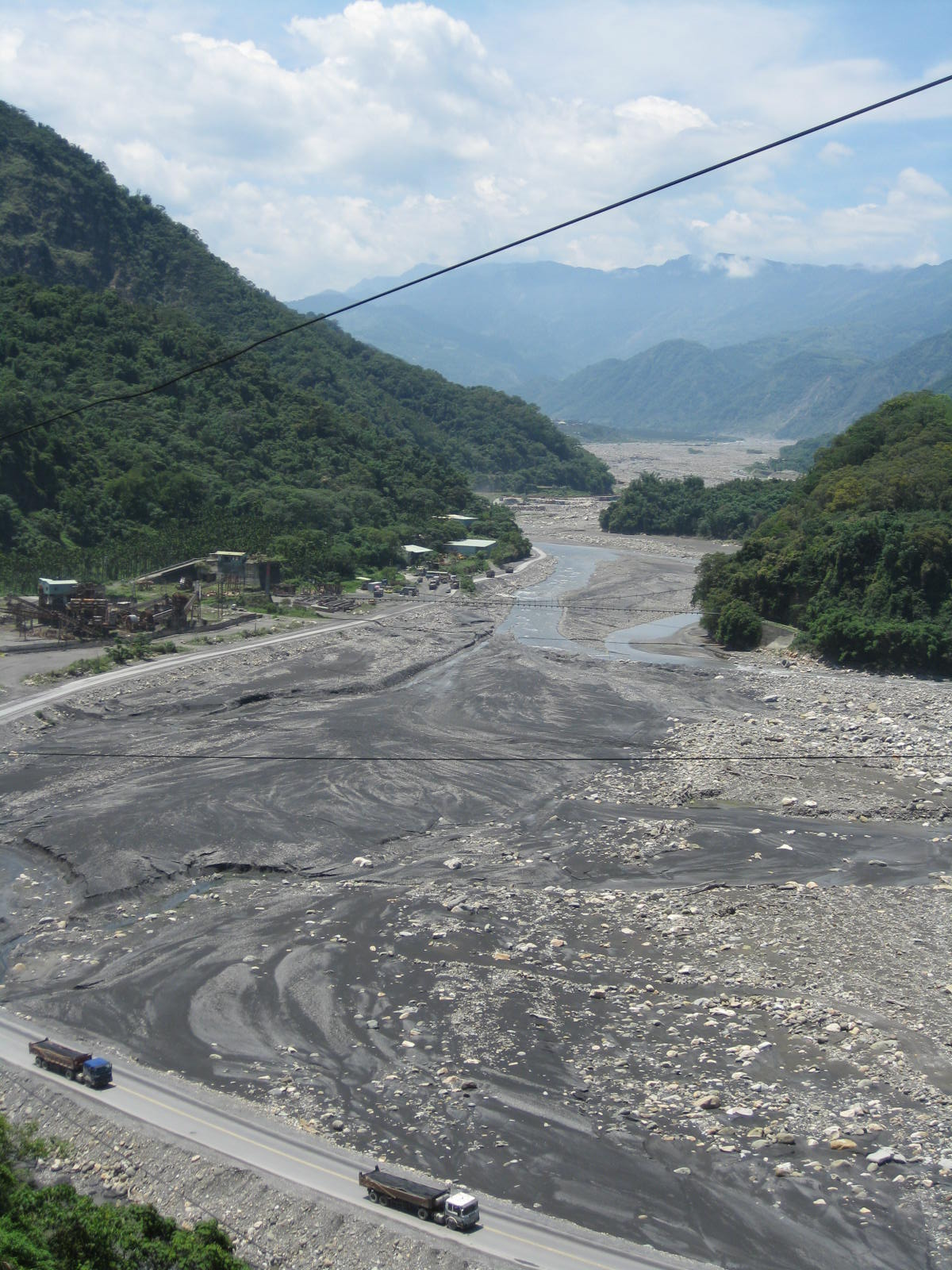
濁水渓最長の支流、陳有蘭渓。

（下流から記載）
- 清水渓（中国語版）
- 水里渓（中国語版）
- 陳有蘭渓（中国語版）
- 丹大渓（中国語版）
  - 郡大渓（中国語版）
- 卡社渓（中国語版）
- 万大渓（中国語版）
- 霧社渓（中国語版） - 濁水渓の上流部

## 主な分流
- 東螺渓（中国語版）（旧濁水渓）
- 西螺渓 - 濁水渓下流の本流部
- 新虎尾渓（中国語版）
- 旧虎尾渓（中国語版）
- 北港渓 - 本来は別の河川であったが、清時代の濁水渓の洪水により、下流域が濁水渓の分流と化した。その後の締切工事により再び独立水系となり、現在は用排水路でのみ接続している。

## 河川施設（支流を含む）
- 霧社ダム（中国語版）（万大ダム）
- 日月潭 - 台湾最大の天然湖。濁水渓とは導水管（のちに支流）でつながっており、日月潭水力発電所が設置されている（zh:日月潭水力電氣工事参照）。

## 主な橋梁
（下流から記載）
- 西浜大橋（台17線、台61線共用）
- 自強大橋（台19線）
- 西螺大橋
- 渓州大橋（台1線）
- 中沙大橋（中山高速公路）
- 台鉄濁水渓橋（台鉄西部幹線）
- 国道3号濁水渓橋（フォルモサ高速公路）
- 名竹大橋（台3線）
- 龍神橋（台21線）
- 孫海橋（台16線）